# تيري برادبري
تيري برادبري (بالإنجليزية: Terry Bradbury)‏ (15 نوفمبر 1939 ببادنغتون في المملكة المتحدة - ) هو مدرب كرة قدم ولاعب كرة قدم بريطاني في مركز نصف الجناح. لعب مع تشيلسي ونادي ريكسهام ونادي ساوثيند يونايتد ونادي ليتون أورينت ونادي تشستر سيتي ونورثويتش فيكتوريا ونادي ويموث.

## وصلات خارجية
- تيري برادبري على موقع قاعدة بيانات كرة القدم.إي يو (الإنجليزية)